# 太陽のあいつ (ジャニーズの曲)
- ジャニーズ (グループ) > 太陽のあいつ (ジャニーズの曲)
- TBS木曜7時枠の連続ドラマ > 太陽のあいつ > 太陽のあいつ (ジャニーズの曲)

『太陽のあいつ』（たいようのあいつ）は、1967年4月30日に日本ビクター（音楽レコード事業部、現：ビクターエンタテインメント）より発売された、ジャニーズの12枚目のシングルである。

## 解説
特別付録としてジャニーズの栞セットが付いていた、1967年のTBS系の「ナショナル劇場」（後のパナソニック ドラマシアター）枠にて放送された同名テレビドラマの主題歌。レコードは30万枚を売り上げた。
本曲のバックダンサーとしてフォーリーブスがデビュー。当時はジャニーズJr.名義で活動していた。
フォーリーブスのサウンドトラック『少年たちシリーズ 〜太陽からの少年〜』にてカバー、後に『BEST OF BEST』には単曲音源を収録、後に『フォーリーブス 1968-1978』にて単曲の音源をCD化（なお、仲村知夏が1988年6月21日にリリースした『太陽のあいつ』は同名異曲）。
「ロンサム・ガール」は2025年4月時点で未CD化。

## 収録曲
A面、B面共に作曲・編曲：いずみたく
1. 太陽のあいつ [2:35]
  - 作詞:岩谷時子
2. ロンサム・ガール [2:43]
  - 作詞：山上路夫

## 青い三角定規によるカバー
1972年に発表された、青い三角定規のアルバム『太陽がくれた季節/素足の世代』に収録されたカバー曲である。編曲は松岡直也が担当した。

## JOHNNYS' ジュニア・スペシャルによるカバー
1976年10月21日にCBS・ソニー（現：ソニー・ミュージックレーベルズ）より発売されたJOHNNYS' ジュニア・スペシャルの9枚目のシングル。

### 収録曲
- 両楽曲共に、編曲：田辺信一

1. 太陽のあいつ（2分34秒）
作詞：岩谷時子、作曲：いずみたく
2. 焔のカーブ（2分44秒）
作詞：石原慎太郎、作曲：三保敬太郎

## その他のカバー
- 1986年に少年隊がカヴァーした音源がアルバム『BACKSTAGE PASS』、『Duet』に収録。また、少年隊は『第43回NHK紅白歌合戦』でも本曲をカヴァーした。